# Taquarituba
Taquarituba is een gemeente in de Braziliaanse deelstaat São Paulo. De gemeente telt 23.060 inwoners (schatting 2009).

## Aangrenzende gemeenten
De gemeente grenst aan Coronel Macedo, Itaí, Taguaí en Tejupá.